# Lacrimosa
『Lacrimosa』（ラクリモーサ）は、Kalafinaの4作目のシングル。2009年3月4日にSME Recordsから発売された。

## 概要
MBS・TBS系テレビアニメ『黒執事』のエンディングテーマを収録している。特典の付属する初回生産限定盤も同時発売された。また、1枚目のアルバム『Seventh Heaven』も同日に発売された。同時購入特典があった。
劇場アニメ『空の境界』関連曲以外の楽曲をKalafinaがリリースするのは初めてだった。これはKalafinaが当初、『空の境界』主題歌プロジェクトとして結成されたことによる。そのため、このシングルは「第二期」という位置付けをなされている。
それまで『sprinter/ARIA』以降では、前作の表題曲のインストゥルメンタルを収録していたが、本作は「Lacrimosa」のインストゥルメンタルが収録されたため、前作「fairytale」のインストゥルメンタルのみ存在しないことになった。

## 収録曲
1. Lacrimosa (4:14)
作詞／作曲／編曲：梶浦由記
テレビアニメ『黒執事』エンディングテーマ（第14話〜第24話）
2. Gloria (3:45)
作詞／作曲／編曲：梶浦由記
3. Lacrimosa 〜Instrumental〜
表題曲「Lacrimosa」のインストルメンタル。表題曲のインストルメンタルを同一シングルに収録するのは初めて。

## 初回生産限定盤
通常版と同時に以下の仕様・特典を含む初回生産限定盤（SECL-733 - SECL-744）が発売された。
- オリジナルDVD
- アニメ『黒執事』イラストのワイドキャップ

## 収録アルバム
| 曲目      | アルバム名     | 発売日        | 備考               |
| --------- | -------------- | ------------- | ------------------ |
| Lacrimosa | Red Moon       | 2010年3月7日  | スタジオ・アルバム |
| Lacrimosa | THE BEST “Red” | 2014年7月14日 | ベストアルバム     |